# Kinglassie
Kinglassie est un village situé dans le Fife, en Écosse. En 2020 la population de Kinglassie est estimée à 1 900 habitants.